# ISO 3166-2:PF
ISO 3166-2:PF – kody ISO 3166-2 dla Polinezji Francuskiej.
Kody ISO 3166-2 to część standardu ISO 3166 publikowanego przez Międzynarodową Organizację Normalizacyjną. Kody te są przypisywane głównym jednostkom podziału administracyjnego, takim jak np. województwa czy stany, każdego kraju posiadającego kod w standardzie ISO 3166-1. 
Aktualnie (2017) dla Polinezji Francuskiej nie zdefiniowano kodów dla podjednostek administracyjnych, a Polinezja Francuska jako wspólnota zamorska (terytorium zależne) wchodząca w skład Francji, ma również kod ISO 3166-2:FR wynikający z podziału terytorialnego tego państwa FR-PF.